# Paidiscura
Paidiscura is een geslacht van spinnen uit de  familie van de Theridiidae (kogelspinnen).

## Soorten
- Paidiscura dromedaria (Simon, 1880)
- Paidiscura orotavensis (Schmidt, 1968)
- Paidiscura pallens (Blackwall, 1834)
- Paidiscura subpallens (Bösenberg & Strand, 1906)